# Guardia Sanframondi
Guardia Sanframondi – miejscowość i gmina we Włoszech, w regionie Kampania, w prowincji Benewent.
Według danych na I 2009 gminę zamieszkiwało 5306 osób przy gęstości zaludnienia 252,7 os./1 km².